# Louroux-de-Bouble
Louroux-de-Bouble är en kommun i departementet Allier i regionen Auvergne-Rhône-Alpes i de centrala delarna av Frankrike. Kommunen ligger  i kantonen Ébreuil som ligger i arrondissementet Montluçon. År 2022 hade Louroux-de-Bouble 228 invånare.

## Befolkningsutveckling
Antalet invånare i kommunen Louroux-de-Bouble
Referens: INSEE